# At (команда)
at — програма UNIX-подібних операційних систем, що читає команди зі стандартного вхідного потоку та групує їх у вигляді завдання at для виконання пізніше, в певний час.
Ця команда також доступна в середовищі Microsoft Windows. Використовуйте at /? для уточнення параметрів для цієї ОС.

## Синтаксис
- at [-V] [-q черга] [-f файл] [-mldbv] час
- at -c завдання [завдання …]

## Опис
at та batch читають зі стандартного вводу або заданого файлу команди, які будуть виконані в певний час, використовуючи /bin/sh. 
at
запускає команди в певний час.
atq
список завдань, заданих користувачем, якщо користувач не надкористувач; в цьому випадку, видаються всі завдання.
atrm
видаляє завдання.
batch запускає команди, коли рівні завантаження системи дозволяють це робити; коли середня завантаженість системи, прочитана в /proc/loadavg, опускається нижче 0.5, або величини, заданої під час виклику atrun. 
at дозволяє деякі помірно складні специфікації часу HHMM (ГодиниХвилини) або HH:MM (Години: Хвилини) для запуску завдання в певний час дня. (Якщо цей час вже минув, то встановлюється наступний день). Ви можете також задати midnight (північ), noon (вдень), або teatime (4 години після полудня) (4pm), а також задати суфікс часу для AM (до полудня) чи PM (після полудня) для запуску вранці або ввечері. Ви також можете сказати, що день, в який буде запущено завдання, може бути різним, задати дату в формі ім'я-місяця день і необов'язково рік, або задати дату у формі MMDDYY або MM/DD/YY або DD.MM.YY. Визначена вами дата повинна містити параметр часу дня. Ви також можете задати час як now + count time-units (поточний час + лічильник часових одиниць), де тимчасові одиниці можуть бути хвилинами, годинами, днями, або тижнями і ви можете сказати at запустити завдання сьогодні, використовуючи суфікс часу як today, а для запуску завдання завтра суфікс tomorrow. 
Надкористувач може використовувати ці команди в будь-якому випадку. Для інших користувачів, право на використання at визначається файлами /etc/at.allow та /etc/at.deny. 
Якщо файл /etc/at.allow існує, то тільки користувачі, чиї імена вказані в цьому файлі можуть використовувати at. 
Якщо /etc/at.allow не існує, то перевіряється /etc/at.deny, кожен користувач, чиє ім'я не вказано в цьому файлі може використовувати at. 
Якщо не існує жодного з цих файлів, то тільки надкористувачу дозволяється використовувати at.
У разі порожнього /etc/at.deny вважається, що кожному користувачеві дозволяється використовувати ці команди, це встановлено за замовчуванням.

## Параметри запуску
-V
виводить номер версії в стандартний потік stderr.
-q черга
використовувати задану чергу. Структура черги містить одну букву; правильні структури черги ранжується від a до z, і від A до Z. Черга c це черга за замовчуванням для at і черга E це черга за замовчуванням для batch. Черги зі старшими буквами запускаються вперед черг з молодшими буквами. Якщо ставиться в чергу завдання, начате з великої літери, то завдання трактується так, ніби воно було встановлено для batch в цей час. Якщо для atq задається певна черга, то atq буде показувати тільки завдання в цій черзі.
-m
Посилає пошту для користувача, коли завдання завершується, навіть якщо воно нічого не виводиться.
-f файл
Читає завдання з файлу, відмінного від стандартного вводу.
-l
Це псевдонім для команди atq.
-d
Це псевдонім для команди atrm.
-b
Це псевдонім для команди batch.
-v
Говорить atq, показувати завершені завдання, але поки що не видаляти завдання в черзі, а в інших випадках показувати час запуску завдання.
-c
виводить завдання, перераховані в командному рядку на стандартний вивід.

## Дивись також
- cron
- nice